# El Pontarró
El Pontarró és un pont de l'Estany (Moianès) catalogat com a bé cultural d'interès local.

## Descripció
És un pont de pedra construït amb paredat. Fa uns 3 m d'ample i un desenvolupament d'uns 17 metres. Consta d'un únic ull de 3 m de llum en forma d'arc de mig punt.
A l'extrem de ponent del camí que comunica amb el poble trobem un monument commemoratiu anomenat el Pedró del Pontarró. A la part superior hi ha una llosa de pedra esculpida en relleu que representa un calvari amb la Mare de Déu, la muller de Cleofàs i Maria Magdalena.

## Història
Per primera vegada trobem constància de l'existència del pontarró en un document de 1554, en el qual s'indica que hi passava un camí que comunicava el monestir de l'Estany amb la població de Vic.
El 1668 s'hi erigí un monument memorial conegut com el pedró del pontarró, promogut per Guillem de Rocafort, en agraïment per no haver-se fet mal en caure daltabaix d'aquest pont medieval una nit que tornava de la ciutat de Barcelona, segons testimonia una làpida de pedra molt probablement col·locada entorn de 1949.
Entre 1734 i 1737, se cegà el lateral sud del pont, durant la construcció de la Mina de l'Estany, de manera que adoptà la funció de mur de contenció de terres, així com de boca inferior de la galeria de desguàs per a dessecar el Prat de l'Estany en l'extrem nord.
Durant la dècada de 1940 sembla que es realitzaren algunes actuacions de conservació del pont, així com molt probablement es tralladà eel pedró fins al seu emplaçament actual, apropant-lo més a la vora del Pontarró, en la confluència del carrer de la Riera de l'Estany.
Entre 1999 i 2000 s'executaren diverses obres de condicionament de les boques d'entrada i de la sortida de la Mina de l'Estany, que inclogueren la construcció a ran del Pontarró d'un mur de contenció per condicionar el carrer de la riera de l'Estany i la pavimentació del camí lateral d'acostament a l'ull per la vora oest.